# Johnny Benson Jr.
Johnny Benson Jr., född 27 juni 1963 i Grand Rapids i Michigan, är en amerikansk före detta racerförare, mästare i Nascar:s Craftsman Truck Series 2008.

## Racingkarriär
Benson tävlade i Nascar Winston Cup med framgång under 1990-talet och 2000-talets första decennium. Benson vann på Rockingham Speedway 2002, vilket kom att bli hans enda seger i Cupen. Han körde för det mindre teamet Eel River Racing. Benson slutade elva i cupen 1997 och 2001. Benson blev dessutom mästare i Nascar Busch Series 1995, samt seger i truckserien 2008. Han var även på pallen 2006 och 2007. Han blev tvungen att lämna sitt team mitt under säsongen 2009, sedan de råkat ut för finansiella problem.